# Estación Caballito
Caballito es una transitada estación ferroviaria ubicada en el barrio porteño del mismo nombre. Fue una de las primeras que tuvo el país, como parte del Ferrocarril del Oeste que unía la Estación del Parque (donde hoy se erige el Teatro Colón) y la Estación Floresta inauguradas en 1857. Actualmente forma parte de la Línea Sarmiento.

## Historia
Al habilitarse, estaba situada en la esquina sudeste de la actual calle Cucha Cucha. El edificio tenía techo de cartón, cuatro bancos, una campana y plataforma de madera. Esta primera estación se mantuvo hasta 1878, cuando al implementarse la doble vía, se construyó la actual y el andén descendente; luego se agregaron otras construcciones para el personal y refugio de pasajeros. Actualmente se encuentra en reformas para modernizar los refugios, boleterías e instalaciones sobre los andenes.

## Ubicación
Se encuentra en el barrio de Caballito, ubicado en el centro geográfico de la ciudad, a 200m de la Avenida Rivadavia y la estación Primera Junta de la Línea A del subte porteño.

## Servicios
Forma parte de la Línea Sarmiento en su ramal entre las estaciones Once y Moreno.
Es una de las estaciones más transitadas de la línea, siendo la segunda a partir de la estación terminal.
Hasta 1925 funcionó un ramal de vinculación con el ferrocarril Buenos Aires al Pacífico, que corría por la actual Avenida Honorio Pueyrredón. Siendo reemplazado por el de Haedo-Caseros.
Hasta 2001, funcionó un pequeño taller de pintura conocido como "Desvío Caballito".

## Infraestructura
Es una estación de doble andén y doble vía. Posee dos andenes semilaterales elevados para el servicio eléctrico.
A continuación de la estación, se encuentra una gran playa de maniobras, actualmente sin uso de ningún tipo.
Tiene accesos en cada punta de la estación, a través de la calle F. García Lorca al oeste, y por la Calle Rojas al este.